# Piedade (ort i Brasilien, São Paulo, Piedade)
Piedade är en ort i Brasilien.   Den ligger i kommunen Piedade och delstaten São Paulo, i den sydöstra delen av landet, 900 km söder om huvudstaden Brasília. Piedade ligger 795 meter över havet och antalet invånare är 27 912.
Terrängen runt Piedade är platt åt nordväst, men åt sydost är den kuperad. Runt Piedade är det ganska tätbefolkat, med 72 invånare per kvadratkilometer.. Närmaste större samhälle är Votorantim, 18,4 km norr om Piedade.
Omgivningarna runt Piedade är en mosaik av jordbruksmark och naturlig växtlighet.